# 834 до н. е.

## Події
23 квітня 834 року до н. е. відбулося повне сонячне затемнення.
16 жовтня 834 року до н. е. відбулося кільцеподібне сонячне затемнення.